# Noaidi

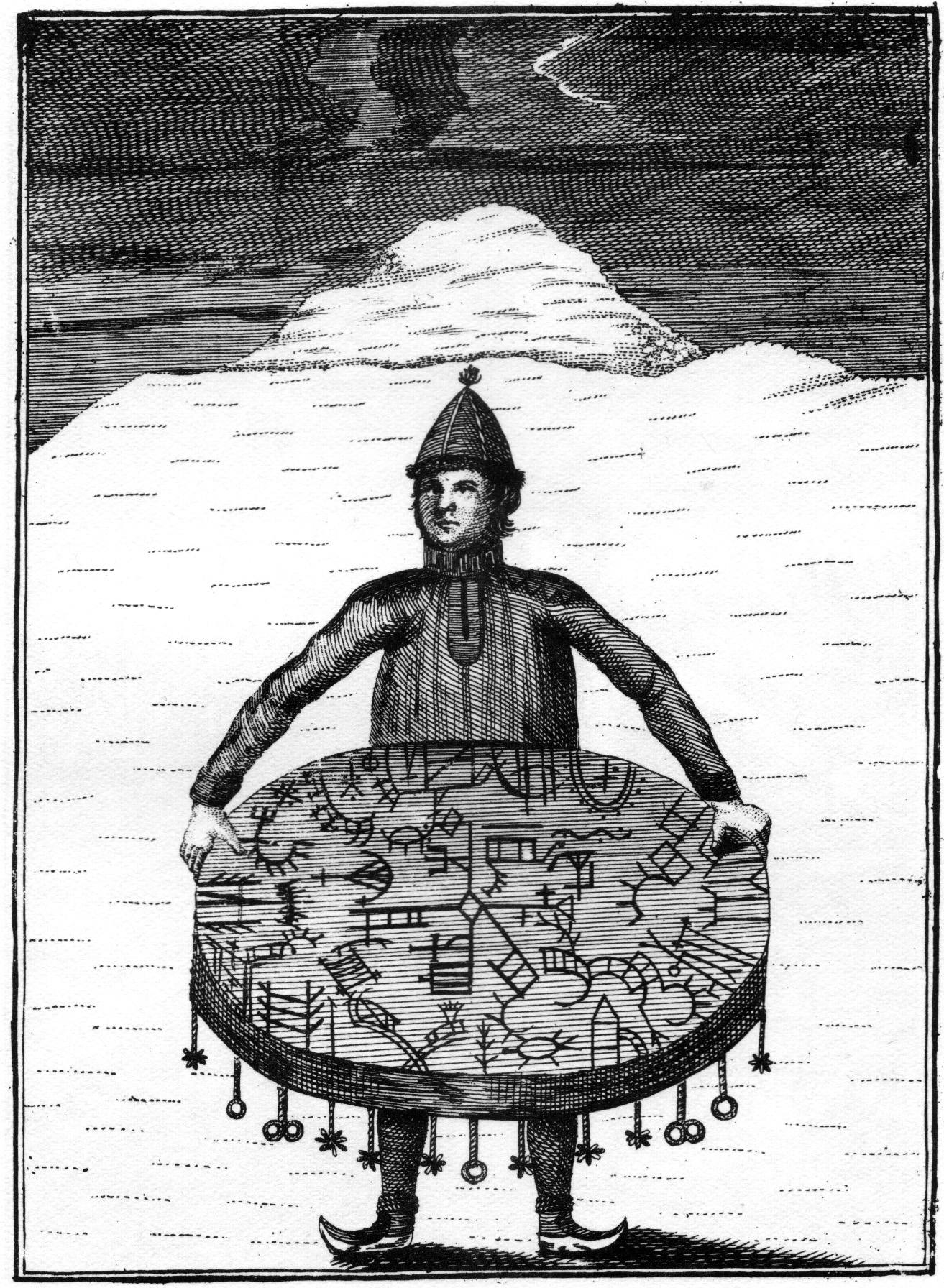
Chamane

Un noaidi (same : noaidi, same de Lule : noajdde, same du Sud : nåejttie, same skolt : nōjjd) est dans les pays nordiques un chamane du peuple sami qui représente une religion de la nature. La plupart des pratiques noaidi disparurent aux XVIIe siècle à cause de leur opposition au christianisme et à l'autorité royale de l'époque. Leurs pratiques étaient alors jugées comme relevant de la magie ou de la sorcellerie.
De nombreuses croyances et pratiques chamaniques sami sont similaires à celles que l'on retrouve dans de nombreuses cultures sibériennes.